# Astragalus armeniacus
Astragalus armeniacus är en ärtväxtart som beskrevs av Pierre Edmond Boissier. Astragalus armeniacus ingår i släktet vedlar, och familjen ärtväxter. Inga underarter finns listade i Catalogue of Life.